# Raymond Duplantier
Pour les articles homonymes, voir Duplantier.
 (mars 2017).
Si vous disposez d'ouvrages ou d'articles de référence ou si vous connaissez des sites web de qualité traitant du thème abordé ici, merci de compléter l'article en donnant les références utiles à sa vérifiabilité et en les liant à la section « Notes et références ».
Raymond Duplantier est un homme politique français né le 4 mars 1874 à Saint-Léger-de-Montbrun (Deux-Sèvres) et décédé le 12 mai 1954 aux Sables-d'Olonne (Vendée).
Docteur en droit, il est avocat à Poitiers. Conseiller municipal de cette ville de 1900 à 1904 et de 1908 à 1912, il est sénateur de la Vienne de 1920 à 1936, inscrit au groupe de la Gauche démocratique.

## Duplantier et les femmes françaises
Le 3 mars 1932, Louis Martin ayant déposé un projet de loi pour l'intégration des femmes à la profession de notaire, Raymond Duplantier prend la parole et déclare en guise d'entrée en matière : « Les ministères sont devenus de véritables gynécées. Nous avons tous rencontré des femmes se mettant du rouge à lèvres, du noir aux yeux ». « Le niveau des études tant secondaires que supérieures (...) a considérablement baissé », parce que les jeunes filles font du charme aux examinateurs. 
Les mères de famille ne trouvent pas plus grâce à ses yeux : « Nous sommes loin du temps de la femme romaine, qui gardait le foyer et qui filait la laine ; aujourd'hui, trop souvent, quand elle file, c'est loin du foyer et au besoin elles perdraient l'haleine ». Il ajoute : « Autrefois, il y avait, vous le savez, des huissiers à verge... il est vraiment fâcheux que ce titre soit aujourd'hui supprimé, car il n'est pas douteux que les femmes l'auraient revendiqué ». La période des règles est naturellement perçue comme une source d'incapacité fondamentale. Et en maniant le jargon des huissiers, notaires et greffiers, il enchaîne : « Ce sont les femmes qui en signant et en délivrant des grosses vont mettre en mouvement les divers agents de la fonction publique ? ... Lorsque la notairesse aura signé avec les parties, lorsqu'elle aura apposé au bas de l'acte ses seings, et sceau... Vous allez exposer ces pauvres femmes à des outrages qui ne seront pas toujours les derniers... ». 
L. Klejman et F. Rochefort racontent : « Ces propos outranciers ne font pas rire tout le monde. Même l'extrême-droite, par la voix du colonel de La Rocque, s'offusque d'une telle atteinte à l'image des Françaises. Quant aux féministes, elles reproduisent et diffusent, assorti de commentaires peu amènes, l'essentiel de ce délire verbal. Louise Weiss relève plus tard personnellement le défi et, consciente que seule une défaite électorale toucherait le sénateur dans sa vanité, décide de faire échec à sa réélection. En 1934, épaulée par des compagnes de lutte et suivie par une équipe d'actualités cinématographiques, la voilà dans sa circonscription qui organise un véritable battage antipromotionnel. La campagne réussit au-delà de ses espérances ; l'épouse et la fille de l'irrespectueux représentant du peuple sont même venues proposer leurs services pour contrer leur mari et père. (...) Pour la première fois en dix-huit ans, le sénateur anti-féministe ne rejoindra pas les fauteuils du Luxembourg ».  
Dans ses mémoires, Louise Weiss raconte l'entrevue avec la fille et la femme du sénateur. Cette dernière lui déclare : "Vous n'en avez pas assez dit contre mon mari. C'est un voyou et un bandit. Quand il présente Marguerite [sa fille] à ses amis, il l'appelle "sa volaille". N'est-ce pas Marguerite ? Comme il voyage sans payer, il emmène avec lui, dans des pays qu'il ne m'a jamais montrés, même en voyage de noces, des garces que j'aurais honte de rencontrer. Il vole l'État et il me prive d'amour. D'amour ! Oh ! Je sais bien qu'une femme comme vous peut s'en passer, mais moi, Madame, moi !"
En effet, ce n'était visiblement pas la première saillie du sénateur : « La plupart [des femmes] n'ont-elles pas des bouches trop petites pour qu'en puissent sortir les gros mots qui sont trop souvent la monnaie courante des discussions électorales ? » ; mais aussi : « En appelant [les femmes] à la fréquentation des réunions électorales et aux réunions de café qui suivent celles-ci, vous ne manquerez pas de développer l'alcoolisme ». Et surtout : « Ces dames voudraient être députés. Eh bien ! non, qu'elles restent ce qu'elles sont : des putes. »,